# USS General Omar Bundy
El USS General Omar Bundy (AP-152) fue un buque de transporte de la clase General GO Squier para la Armada de los Estados Unidos en la Segunda Guerra Mundial.
Fue transferido al Ejército de los EE. UU. como USAT General Omar Bundy en 1946, llamado así en honor al mayor general del Ejército de los EE. UU. Omar Bundy.
Posteriormente fue vendida para operaciones comerciales bajo varios nombres, incluido SS Poet, antes de ser declarado desaparecido en 1980 y presuntamente hundido.

## Hundimiento
El 24 de octubre de 1980, el SS Poet partió de Filadelfia hacia Port Said, Egipto, con una tripulación de 34 personas. Se suponía que llegaría el 9 de noviembre, pero nunca lo hizo. Se presume que el Poet se hundió.